# کنی دالگلیش
کنی متتیسون "کنی" دالگلیش (به انگلیسی: Kenneth Mathieson "Kenny" Dalglish) بازیکن فوتبال و مربی سابق باشگاه لیورپول انگلستان است. او همچنین ملقب به کینگ کنی است . در طول ۲۲ سال بازیکنی، دالگیش تنها برای دو تیم فوتبال سلتیک و لیورپول به میدان رفت و تعداد زیادی قهرمانی به دست آورد. دالگلیش بیشترین تعداد بازی ملی را برای اسکاتلند با ۱۰۲ بازی انجام داده و با ۳۰ گل زده بیشترین گل را برای تیم ملی اسکاتلند به ثمر رسانده‌است. در سال ۲۰۰۹ مجله فورفورتو دالگلیش را به عنوان بهترین مهاجم بعد از جنگ فوتبال بریتانیا انتخاب کرد و در سال ۲۰۰۶ دالگلیش عنوان محبوب‌ترین بازیکن تاریخ لیورپول را با رأی هواداران این تیم به دست آورد. در رأی‌گیری مجدد در سال ۲۰۱۳، دالگلیش پس از استیون جرارد به عنوان دومین بازیکن محبوب تاریخ باشگاه لیورپول دست یافت.
همچنین کنی دالگلیش یکی از هفت سرمربی است که به همراه تیمش قهرمان لیگ برتر شده‌است. این قهرمانی برای دالگلیش به همراه تیم بلکبرن راورز در فصل ۱۹۹۴-۹۵ رخ داد و همچنین از او به عنوان یکی از بهترین بازیکنان تاریخ یاد میشود.

## افتخارات به عنوان بازیکن
سلتیک
- لیگ دسته اول اسکاتلند (۴ مرتبه) : ۱۹۷۱–۷۲، ۱۹۷۲–۷۳، ۱۹۷۳–۷۴، ۱۹۷۶–۷۷
- جام حذفی اسکاتلند (۴ مرتبه) : ۱۹۷۱–۷۲، ۱۹۷۳–۷۴، ۱۹۷۴–۷۵، ۱۹۷۶–۷۷
- جام اتحادیه اسکاتلند (۱ مرتبه) : ۱۹۷۴–۷۵

لیورپول
- دالگلیش در بین سال‌های ۱۹۸۵–۱۹۹۱ به عنوان بازیکن–سرمربی در لیورپول فعالیت داشت.
- لیگ دسته اول انگلستان(۶ مرتبه): ۱۹۷۸–۷۹، ۱۹۷۹–۸۰، ۱۹۸۱–۸۲، ۱۹۸۲–۸۳، ۱۹۸۳–۸۴، ۱۹۸۵–۸۶*
- جام حذفی انگلستان (۱ مرتبه): ۱۹۸۶*
- جام اتحادیه انگلستان (۴ مرتبه): ۱۹۸۰–۸۱ ،۱۹۸۱–۸۲، ۱۹۸۲–۸۳، ۱۹۸۳–۸۴
- جام خیریه (۷ مرتبه) : ۱۹۷۷ (مشترک)، ۱۹۷۹، ۱۹۸۰، ۱۹۸۲، ۱۹۸۶ (مشترک)*، ۱۹۸۸*، ۱۹۸۹*
- جام باشگاه‌های اروپا (۳ مرتبه) : ۱۹۷۸، ۱۹۸۱، ۱۹۸۴
- سوپر جام اروپا (۱ مرتبه) : ۱۹۷۷

* افتخارات به عنوان سرمربی–بازیکن به‌دست آمده‌است.

## افتخارات به عنوان سرمربی

### لیورپول
- لیگ دسته اول انگلستان (امروزه لیگ برتر انگلستان) (۱ مرتبه) : ۱۹۸۵–۸۶*[۵]
- جام حذفی انگلستان (۱ مرتبه): ۱۹۸۶*
- جام اتحادیه انگلستان (۱ مرتبه) : ۲۰۱۲
- جام خیریه (۳ مرتبه) : ۱۹۸۶ (مشترک)*، ۱۹۸۸*، ۱۹۸۹*

* افتخارات به عنوان سرمربی–بازیکن به‌دست آمده‌است.

### بلکبرن راورز
- لیگ برتر انگلستان ( ۱ مرتبه) : ۱۹۹۴-۹۵[۵]

### سلتیک گلاسکو
- جام اتحادیه اسکاتلند (۱ مرتبه) : ۱۹۹۹–۲۰۰۰[۵]